# 시스템 공학

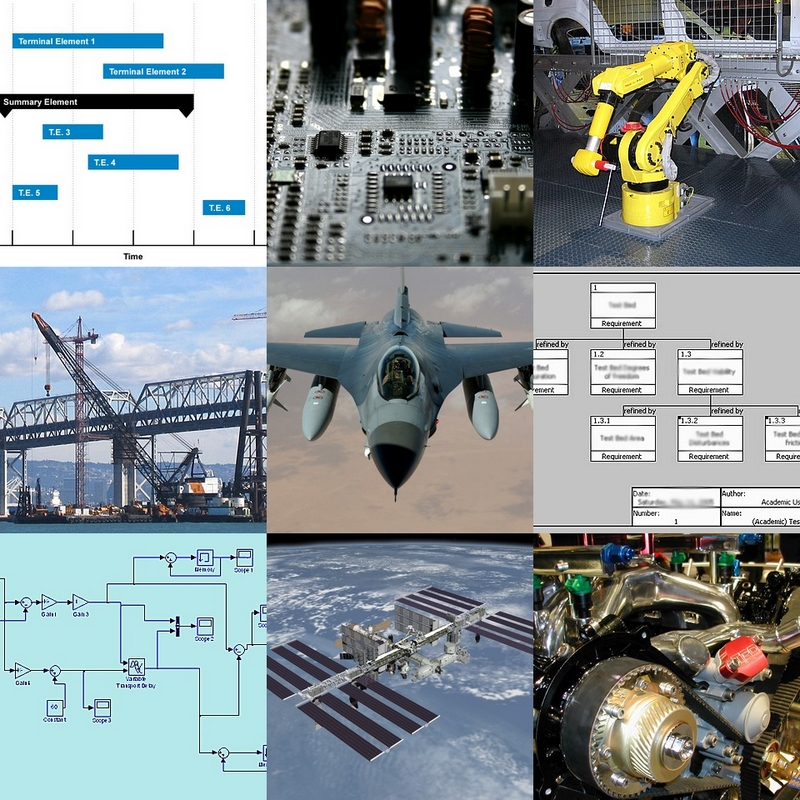
시스템 공학 기술은 복잡한 프로젝트에 사용된다: 인쇄 회로 기판 설계, 로봇 공학, 교량 건설, 소프트웨어 통합, 우주선 설계. 시스템 공학은 모델링 및 시뮬레이션, 요구사항 분석, 일정 관리를 포함한 다양한 도구를 사용하여 복잡성을 관리한다.

시스템 엔지니어링(system engineering)은 다른 말로 시스템 공학은 공학 및 경영공학의 학제간 연구 분야로, 복잡계를 수명 주기 동안 어떻게 설계, 통합, 관리할지에 중점을 둔다. 핵심적으로 시스템 공학은 시스템 사고 원칙을 활용하여 이 지식 체계를 조직한다. 이러한 노력의 개별 결과물인 공학 시스템은 유용한 기능을 집합적으로 수행하기 위해 협력작용하는 구성 요소들의 조합으로 정의할 수 있다.
요구공학, 신뢰성, 물류, 다양한 팀 간의 조정, 시험 및 평가, 유지보수성, 그리고 성공적인 시스템 설계, 개발, 구현, 최종 폐기에 필요한 많은 다른 분야, 즉 "능력들"과 같은 문제들은 대규모 또는 복잡한 프로젝트를 다룰 때 더욱 어려워진다. 시스템 공학은 이러한 프로젝트에서 작업 프로세스, 최적화 방법, 위험관리 도구를 다룬다. 이는 산업공학, 생산 시스템 공학, 공정 시스템 공학, 기계공학, 제조공학, 생산 공학, 제어공학, 소프트웨어 공학, 전기공학, 사이버네틱스, 항공우주공학, 조직 연구, 토목공학 및 프로젝트 관리와 같은 기술 및 인간 중심 분야와 중첩된다. 시스템 공학은 프로젝트 또는 시스템의 모든 가능한 측면이 고려되고 전체로 통합되도록 보장한다.
시스템 공학 프로세스는 제조업 프로세스와는 상당히 다른 발견 프로세스이다. 제조 프로세스는 최소한의 비용과 시간으로 고품질의 결과물을 달성하는 반복적인 활동에 중점을 둔다. 시스템 공학 프로세스는 해결해야 할 실제 문제를 발견하고 발생할 수 있는 가장 가능성이 높거나 가장 큰 영향을 미치는 실패를 식별하는 것으로 시작해야 한다. 시스템 공학은 이러한 문제에 대한 해결책을 찾는 것을 포함한다.

## 역사

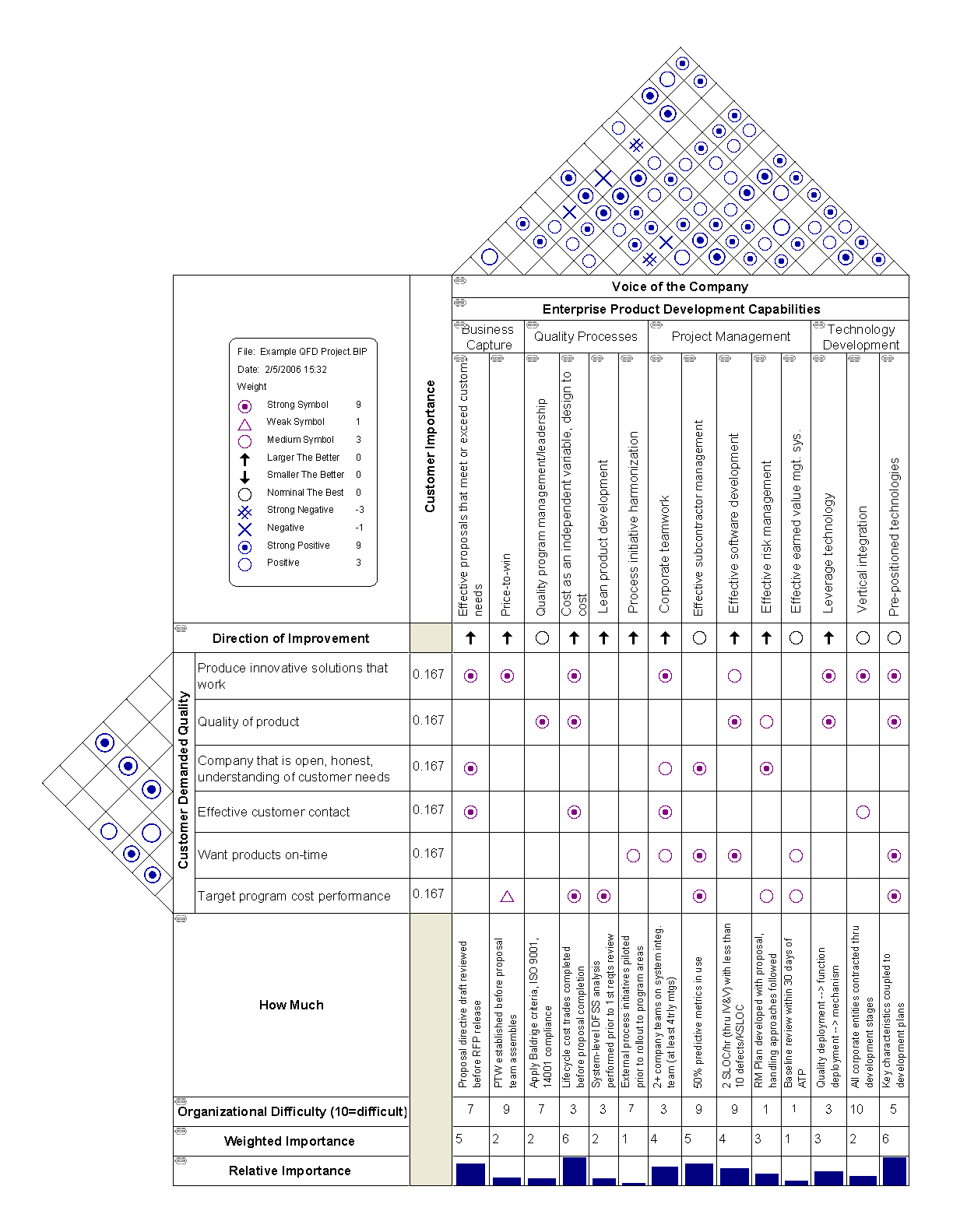
기업 제품 개발 프로세스를 위한 품질 기능 전개 (QFD)

시스템 공학이라는 용어는 1940년대 벨 전화 연구소로 거슬러 올라간다. 복잡한 공학 프로젝트에서 부분들의 속성 합계와 크게 다를 수 있는 시스템 전체의 속성을 식별하고 조작할 필요성이 다양한 산업, 특히 미군을 위한 시스템을 개발하는 산업들이 이 분야를 적용하도록 동기를 부여했다.
시스템 개선을 위해 설계 진화에만 의존할 수 없게 되고 기존 도구로는 증가하는 요구를 충족하기에 불충분해지자, 복잡성을 직접적으로 다루는 새로운 방법들이 개발되기 시작했다. 시스템 공학의 지속적인 진화는 새로운 방법과 모델링 기법의 개발 및 식별을 포함한다. 이러한 방법들은 공학 시스템이 더욱 복잡해짐에 따라 설계 및 개발 제어에 대한 더 나은 이해를 돕는다. 시스템 공학 맥락에서 자주 사용되는 인기 있는 도구들은 이 시기에 개발되었는데, 유니버설 시스템스 언어 (USL), 통합 모델링 언어 (UML), 품질 기능 전개 (QFD), 통합 정의 (IDEF) 등이 있다.
1990년, 여러 미국 기업 및 조직 대표들이 시스템 공학을 위한 전문 학회인 국립 시스템 공학 협의회(NCOSE)를 설립했다. NCOSE는 시스템 공학 실무 및 교육의 개선 필요성을 해결하기 위해 설립되었다. 미국 외 지역의 시스템 엔지니어들의 참여가 증가함에 따라, 1995년 이 조직의 이름은 국제 시스템 공학 협의회 (INCOSE)로 변경되었다. 여러 국가의 학교들은 시스템 공학 분야의 대학원 프로그램을 제공하며, 현직 엔지니어들을 위한 평생 교육 옵션도 이용할 수 있다.

## 개념
시스템 공학은 단순히 접근 방식이며, 최근에는 공학 분야의 한 분야로 인정받고 있다. 시스템 공학 교육의 목표는 다양한 접근 방식을 단순화하고 공식화하여 다른 공학 분야에서 발생하는 것과 유사하게 새로운 방법과 연구 기회를 식별하는 것이다. 접근 방식으로서 시스템 공학은 전체론적이며 학제간 성격을 띤다.

### 기원 및 전통적 범위
공학의 전통적인 범위는 물리 시스템의 개념화, 설계, 개발, 생산 및 운영을 포괄한다. 원래 구상된 시스템 공학은 이 범위 내에 속한다. 이러한 의미에서 "시스템 공학"은 공학 개념의 구축을 의미한다.

### 더 넓은 범위로의 진화
"시스템 엔지니어"라는 용어의 사용은 시간이 지남에 따라 "시스템" 및 공학 프로세스에 대한 더 넓고 전체론적인 개념을 포괄하도록 진화했다. 이 정의의 진화는 지속적인 논쟁의 대상이 되어왔으며, 이 용어는 더 좁은 범위와 더 넓은 범위 모두에 계속 적용된다.
전통적인 시스템 공학은 고전적인 의미에서 공학의 한 분야로 간주되었는데, 즉 우주선이나 항공기와 같은 물리적 시스템에만 적용되었다. 최근에는 시스템 공학이 인간이 시스템의 필수 구성 요소로 간주되면서 특히 더 넓은 의미로 발전했다. 예를 들어, 피터 체클랜드는 '공학'이 "일반적인 의미로 읽힐 수 있다; 회의나 정치적 합의를 공학적으로 처리할 수 있다"고 말함으로써 시스템 공학의 더 넓은 의미를 포착한다.:10
시스템 공학의 더 넓은 범위와 일관되게, 시스템 공학 지식 체계 (SEBoK)는 세 가지 유형의 시스템 공학을 정의했다:
- 제품 시스템 공학 (PSE)은 하드웨어와 소프트웨어로 구성된 물리적 시스템 설계에 중점을 둔 전통적인 시스템 공학이다.
- 기업 시스템 공학 (ESE)은 기업, 즉 조직 또는 조직의 조합을 시스템으로 보는 것에 해당한다.
- 서비스 시스템 공학 (SSE)은 서비스 시스템의 공학과 관련된다. 체클랜드는 서비스 시스템을 다른 시스템에 봉사하는 것으로 구상된 시스템으로 정의한다.[14] 대부분의 시민 인프라 시스템은 서비스 시스템이다.

### 전체론적 관점
시스템 공학은 개발 주기 초기에 고객의 요구와 필요한 기능을 분석하고 도출하고, 요구사항을 문서화한 다음, 전체 문제, 즉 시스템 수명 주기를 고려하면서 설계 통합 및 시스템 검증을 진행하는 데 중점을 둔다. 여기에는 관련된 모든 이해관계자를 완전히 이해하는 것이 포함된다. 올리버 등은 시스템 공학 프로세스를 다음과 같이 분해할 수 있다고 주장한다:
- 시스템 공학 기술 프로세스
- 시스템 공학 관리 프로세스

올리버의 모델에서 관리 프로세스의 목표는 수명 주기에서 기술적 노력을 조직하는 것이며, 기술 프로세스는 가용한 정보 평가, 효과 측정 정의, 행동 모델 생성, 구조 모델 생성, 트레이드오프 분석 수행, 순차적 구축 및 테스트 계획 생성을 포함한다.
적용 분야에 따라 산업에서 사용되는 여러 모델이 있지만, 이들 모두는 위에 언급된 다양한 단계 간의 관계를 식별하고 피드백을 통합하는 것을 목표로 한다. 이러한 모델의 예로는 폭포수 모델과 V 모델 (V 모델이라고도 함)이 있다.

### 학제간 분야
시스템 개발은 종종 다양한 기술 분야의 기여를 필요로 한다. 시스템 공학은 개발 노력에 대한 시스템적(전체론적) 관점을 제공함으로써 모든 기술 기여를 통일된 팀 노력으로 통합하고, 개념에서 생산, 운영, 그리고 어떤 경우에는 종료 및 폐기까지 진행되는 구조화된 개발 프로세스를 형성하는 데 도움이 된다. 인수 과정에서, 전체론적 통합 분야는 항목의 전체 수명 주기를 포괄하는 허용 가능한 수준의 위험을 유지하면서 비용, 일정 및 성능 간의 기여를 결합하고 균형을 맞춘다.
이러한 관점은 종종 교육 프로그램에서도 재현되는데, 시스템 공학 강좌는 다른 공학 부서 교수진에 의해 가르쳐져 학제간 환경을 조성하는 데 도움이 된다.

### 복잡성 관리
시스템 공학의 필요성은 시스템 및 프로젝트의 복잡성 증가와 함께 발생했으며, 이는 구성 요소 마찰의 가능성을 기하급수적으로 증가시켜 설계의 신뢰성을 떨어뜨렸다. 이 맥락에서 복잡성은 공학 시스템뿐만 아니라 데이터의 논리적인 인간 조직도 포함한다. 동시에 시스템은 크기 증가뿐만 아니라 설계에 관련된 데이터, 변수 또는 필드의 수 증가로 인해 더욱 복잡해질 수 있다. 국제우주정거장은 그러한 시스템의 한 예이다.

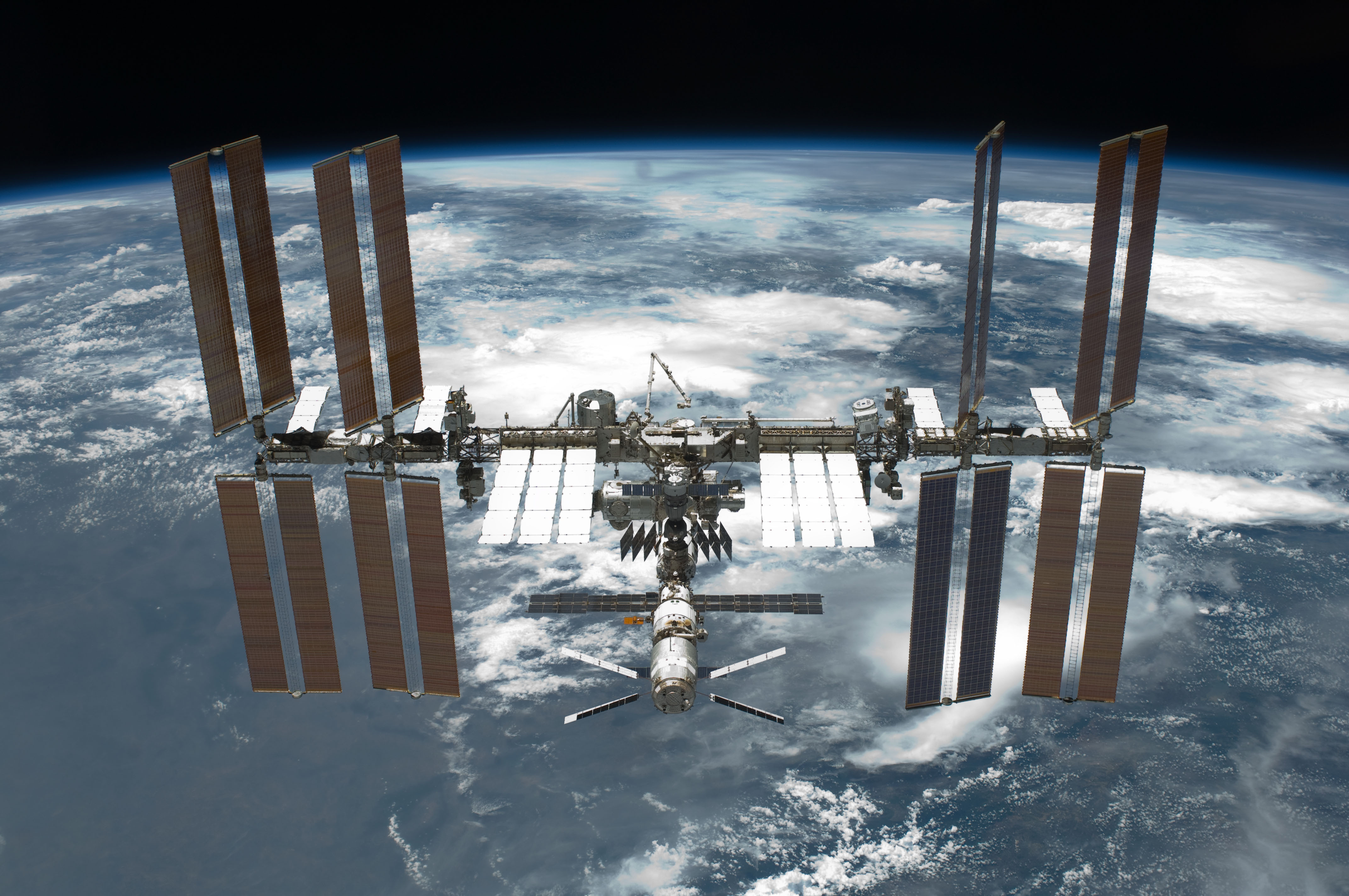
국제우주정거장은 시스템 공학이 필요한 매우 복잡한 시스템의 예이다.

더 스마트한 제어 알고리즘, 마이크로프로세서 설계, 환경 시스템 분석의 개발 또한 시스템 공학의 범위 내에 들어온다. 시스템 공학은 시스템의 복잡성을 더 잘 이해하고 관리하기 위한 도구와 방법의 사용을 장려한다. 이러한 도구의 몇 가지 예는 다음과 같다:
- 시스템 아키텍처
- 시스템 모델, 과학적 모델링, 시뮬레이션
- 수학적 최적화
- 시스템 다이내믹스
- 시스템 분석
- 통계학
- 신뢰성 공학
- 의사결정

공학 시스템에 대한 학제간 접근 방식은 시스템 구성 요소의 행동과 상호 작용이 항상 즉시 명확히 정의되지 않거나 이해되지 않기 때문에 본질적으로 복잡하다. 이러한 시스템 및 하위 시스템과 그들 간의 상호 작용을 정의하고 특성화하는 것이 시스템 공학의 목표 중 하나이다. 그렇게 함으로써 사용자, 운영자, 마케팅 조직의 비공식 요구 사항과 기술 사양 사이에 존재하는 간극이 성공적으로 연결된다.

### 범위

시스템 공학 활동의 범위

시스템 공학의 원칙 – 전체론, 비예측적 행동, 경계 등 –은 시스템 사고가 모든 수준에서 사용된다면 복잡하거나 그렇지 않은 모든 시스템에 적용될 수 있다. 국방 및 항공우주 분야 외에도 많은 정보 기술 기반 기업, 소프트웨어 개발 회사, 전자 및 통신 공학 분야 산업들은 시스템 엔지니어를 팀의 일원으로 필요로 한다.
INCOSE 시스템 공학 우수 센터(SECOE)의 분석에 따르면, 시스템 공학에 최적으로 투자되는 노력은 총 프로젝트 노력의 약 15~20%이다. 동시에 연구에 따르면 시스템 공학은 비용 절감 및 기타 이점으로 이어진다. 그러나 최근까지 다양한 산업을 포괄하는 대규모 정량적 조사는 수행되지 않았다. 시스템 공학의 효과를 판단하고 이점을 정량화하기 위한 연구가 진행 중이다.
시스템 공학은 시스템 및 그 상호 작용에 대한 가정이나 이론을 검증하기 위해 모델링 및 시뮬레이션의 사용을 장려한다.
안전공학에서 가능한 실패를 조기에 감지할 수 있는 방법론의 사용은 설계 프로세스에 통합된다. 동시에, 프로젝트 초기에 내린 결정 중 그 결과가 명확히 이해되지 않은 결정은 시스템 수명 후반에 엄청난 영향을 미칠 수 있으며, 이러한 문제를 탐색하고 중요한 결정을 내리는 것이 현대 시스템 엔지니어의 과제이다. 어떤 방법도 오늘날의 결정이 시스템이 처음 구상된 지 수년 또는 수십 년 후에 서비스에 들어갈 때 여전히 유효할 것이라고 보장하지는 않는다. 그러나 시스템 공학 프로세스를 지원하는 기술들이 있다. 예를 들어, 소프트 시스템 방법론, 제이 라이트 포레스터의 시스템 다이내믹스 방법, 그리고 통합 모델링 언어 (UML)는 모두 현재 공학적 의사 결정 프로세스를 지원하기 위해 탐색, 평가 및 개발되고 있다.

## 교육
시스템 공학 교육은 종종 정규 공학 과정의 확장으로 간주된다. 이는 공학 학생들이 전통적인 공학 분야(예: 항공우주공학, 토목공학, 전기공학, 기계공학, 제조공학, 산업공학, 화학공학) 중 하나에서 기초 배경과 실용적인 실제 경험을 갖춰야 시스템 엔지니어로서 효과적일 수 있다는 산업계의 태도를 반영한다. 시스템 공학 분야의 학부 프로그램은 수가 증가하고 있지만 여전히 흔하지 않으며, 그러한 내용을 포함하는 학위는 주로 이학사 (산업 공학)로 제공된다. 일반적으로 프로그램(단독으로 또는 학제간 연구와 결합하여)은 학업 및 전문 트랙 모두에서 대학원 수준부터 제공되며, 과학 석사/공학 석사 또는 박사/공학 박사 학위 수여로 이어진다.
INCOSE는 스티븐스 공과대학교의 시스템 공학 연구 센터와 협력하여 적절하게 인가된 기관들의 전 세계 학술 프로그램 디렉토리를 정기적으로 업데이트한다. 2017년 현재, 북미에서 140개 이상의 대학이 시스템 공학 분야에서 400개 이상의 학부 및 대학원 프로그램을 제공하고 있다고 나와 있다. 이 분야를 독자적인 세부 분야로 광범위하게 인정하는 것은 상당히 최근의 일이다. 2009년 같은 출판물에서는 그러한 학교와 프로그램 수가 각각 80개와 165개에 불과하다고 보고되었다.
시스템 공학 교육은 시스템 중심 또는 도메인 중심으로 나눌 수 있다:
- 시스템 중심 프로그램은 시스템 공학을 별도의 학문 분야로 취급하며, 대부분의 과정은 시스템 공학 원리와 실무에 중점을 둔다.
- 도메인 중심 프로그램은 시스템 공학을 다른 주요 공학 분야와 함께 선택할 수 있는 옵션으로 제공한다.

이러한 두 가지 패턴은 핵심 엔지니어에게 요구되는 깊이로 학제간 프로젝트를 감독할 수 있는 시스템 엔지니어를 교육하는 데 노력한다.

## 시스템 공학 주제
시스템 공학 도구는 프로젝트 또는 제품에 대한 시스템 공학을 수행하는 데 도움이 되는 전략, 절차 및 기법이다. 이러한 도구의 목적은 데이터베이스 관리, 그래픽 탐색, 시뮬레이션 및 추론에서부터 문서 생산, 중립적 가져오기/내보내기 등에 이르기까지 다양하다.

### 시스템
시스템 공학 분야에는 시스템이 무엇인지에 대한 여러 정의가 있다. 다음은 몇 가지 권위 있는 정의이다:
- ANSI/EIA-632-1999: "주어진 목적을 달성하기 위한 최종 제품 및 가능 제품의 집합."[34]
- DAU 시스템 공학 기초: "명시된 요구 또는 목표를 충족하는 능력을 제공하는 사람, 제품 및 프로세스의 통합 합성체."[35]
- IEEE Std 1220-1998: "관련되어 있으며 고객/운영 요구 사항을 충족하고 제품의 수명 주기 유지를 제공하는 요소 및 프로세스의 집합 또는 배열."[36]
- INCOSE 시스템 공학 핸드북: "실제 세계에서 사전 정의된 동작을 보이고 개별적으로 그 동작을 보이지 않는 이질적인 부분들로 구성된 동질적인 개체 및 구성 요소와 하위 시스템의 통합 구성."[37]
- INCOSE: "시스템은 서로 다른 요소들의 구성 또는 집합으로, 이들만으로는 얻을 수 없는 결과를 함께 생성한다. 요소 또는 부분에는 사람, 하드웨어, 소프트웨어, 시설, 정책 및 문서가 포함될 수 있다. 즉, 시스템 수준 결과를 생성하는 데 필요한 모든 것들을 의미한다. 결과에는 시스템 수준 품질, 속성, 특성, 기능, 행동 및 성능이 포함된다. 시스템 전체가 개별적으로 기여한 부분을 넘어 추가하는 가치는 주로 부분들 간의 관계, 즉 어떻게 상호 연결되어 있는지에 의해 생성된다."[38]
- ISO/IEC 15288:2008: "하나 이상의 명시된 목적을 달성하기 위해 조직된 상호 작용하는 요소들의 조합."[39]
- 미국 항공 우주국 시스템 공학 핸드북: "(1) 요구 사항을 충족하는 능력을 생성하기 위해 함께 기능하는 요소들의 조합. 요소에는 이 목적을 위해 필요한 모든 하드웨어, 소프트웨어, 장비, 시설, 인력, 프로세스 및 절차가 포함된다. (2) 시스템을 구성하는 최종 제품(운영 기능을 수행) 및 가능 제품(운영 최종 제품에 수명 주기 지원 서비스를 제공)."[40]

### 시스템 공학 프로세스
시스템 공학 프로세스는 제품을 정의하고, 시스템 정의를 제품 제조 및 배포를 위한 충분히 상세한 시스템 설계 사양으로 변환하는 데 필요한 모든 창의적, 수동적, 기술적 활동을 포함한다. 시스템의 설계 및 개발은 각기 다른 정의를 가진 네 단계로 나눌 수 있다:
- 작업 정의 (정보적 정의)
- 개념 단계 (기수적 정의)
- 설계 단계 (형성적 정의)
- 구현 단계 (제조적 정의)

적용 분야에 따라 도구는 시스템 공학 프로세스의 다양한 단계에 사용된다:

### 모델 사용
모델은 시스템 공학에서 중요하고 다양한 역할을 한다. 모델은 여러 가지 방식으로 정의될 수 있다. 다음을 포함한다:
- 실제 세계에 대한 특정 질문에 답하기 위해 설계된 현실의 추상화
- 실제 프로세스 또는 구조의 모방, 아날로그 또는 표현; 또는
- 의사 결정자를 돕기 위한 개념적, 수학적 또는 물리적 도구.

이러한 정의들은 시스템 설계 검증에 사용되는 물리적 공학 모델뿐만 아니라 기능 흐름 블록 다이어그램과 같은 도식 모델, 그리고 트레이드 연구 프로세스에 사용되는 수학적 (즉, 정량적) 모델을 포괄할 만큼 충분히 넓다. 이 섹션은 후자에 초점을 맞춘다.
트레이드 연구에서 수학적 모델과 수학적 다이어그램을 사용하는 주된 이유는 알려지거나 추정 가능한 양들의 집합으로부터 시스템 효과, 성능 또는 기술 속성, 그리고 비용에 대한 추정치를 제공하기 위해서이다. 일반적으로, 이러한 모든 결과 변수를 제공하기 위해서는 별도의 모델 모음이 필요하다. 모든 수학적 모델의 핵심은 입력과 출력 간의 의미 있는 정량적 관계 집합이다. 이러한 관계는 구성 요소 양을 합산하여 총계를 얻는 것만큼 간단할 수도 있고, 중력장에서 우주선의 궤적을 설명하는 미분방정식 집합만큼 복잡할 수도 있다. 이상적으로, 이러한 관계는 단순한 상관관계가 아닌 인과 관계를 표현한다. 또한, 성공적인 시스템 공학 활동의 핵심은 이러한 모델이 효율적이고 효과적으로 관리되고 시스템을 시뮬레이션하는 데 사용되는 방법들이다. 그러나 다양한 도메인은 종종 시스템 공학을 위한 모델링 및 시뮬레이션의 반복적인 문제를 제시하며, 새로운 발전은 '모델링 및 시뮬레이션 기반 시스템 공학'이라는 이름 아래 서로 다른 과학 및 공학 커뮤니티 간의 방법론을 교차 비료하는 것을 목표로 한다.

### 모델링 형식주의 및 그래픽 표현
초기에, 시스템 엔지니어의 주요 목적이 복잡한 문제를 이해하는 것일 때, 시스템의 그래픽 표현은 시스템의 기능적 및 데이터 요구사항을 전달하는 데 사용된다. 일반적인 그래픽 표현에는 다음이 포함된다:
- 기능 흐름 블록 다이어그램 (FFBD)
- 모델 기반 설계
- 데이터 흐름 다이어그램 (DFD)
- N2 차트
- IDEF0 다이어그램
- 유스 케이스 다이어그램
- 시퀀스 다이어그램
- 블록 다이어그램
- 신호 흐름 그래프
- USL 기능 맵 및 유형 맵
- 엔터프라이즈 아키텍처 프레임워크

그래픽 표현은 기능, 데이터 또는 인터페이스를 통해 시스템의 다양한 하위 시스템 또는 부분을 연결한다. 위 방법 중 어떤 방법이든 산업별 요구 사항에 따라 사용된다. 예를 들어, N2 차트는 시스템 간 인터페이스가 중요한 경우에 사용될 수 있다. 설계 단계의 일부는 시스템의 구조적 및 행동 모델을 생성하는 것이다.
요구 사항이 이해되면, 이제 시스템 엔지니어의 책임은 이를 다듬고 다른 엔지니어들과 함께 작업에 가장 적합한 기술을 결정하는 것이다. 이 시점에서 트레이드 연구부터 시작하여 시스템 공학은 가중 선택을 사용하여 최상의 옵션을 결정하는 것을 장려한다. 결정 행렬 또는 Pugh 방법은 모든 중요한 기준을 고려하면서 이러한 선택을 하는 한 가지 방법이다(QFD는 다른 방법). 트레이드 연구는 다시 설계를 알려주고, 이는 다시 시스템의 그래픽 표현에 영향을 미친다(요구 사항을 변경하지 않고). SE 프로세스에서 이 단계는 실현 가능한 해결책이 발견될 때까지 수행되는 반복 단계를 나타낸다. 결정 행렬은 종종 통계 분석, 신뢰성 분석, 시스템 다이내믹스(음성 되먹임) 및 최적화 방법과 같은 기술을 사용하여 채워진다.

### 기타 도구

#### 시스템 모델링 언어
시스템 모델링 언어 (SysML)는 시스템 공학 응용 분야에 사용되는 모델링 언어로, 광범위한 복잡계의 명세, 분석, 설계, 검증 및 확인을 지원한다.

#### 수명 주기 모델링 언어
수명 주기 모델링 언어 (LML)는 시스템 공학을 위해 설계된 개방형 표준 모델링 언어로, 개념, 활용, 지원 및 폐기 단계를 포함한 전체 수명 주기를 지원한다.

## 관련 분야 및 하위 분야
많은 관련 분야는 시스템 공학과 밀접하게 연결되어 있다고 간주될 수 있다. 다음 분야들은 시스템 공학이 독자적인 실체로 발전하는 데 기여했다:

### 인지 시스템 공학
인지 시스템 공학(CSE)은 인간-기계 시스템 또는 사회기술 시스템의 설명 및 분석에 대한 특정 접근 방식이다. CSE의 세 가지 주요 주제는 인간이 복잡성에 어떻게 대처하는지, 아티팩트를 사용하여 작업이 어떻게 수행되는지, 인간-기계 시스템 및 사회기술 시스템이 어떻게 공동 인지 시스템으로 묘사될 수 있는지이다. CSE는 시작 이래로 인정받는 과학 분야가 되었으며, 때로는 인지공학이라고도 불린다. 특히 공동 인지 시스템(JCS) 개념은 복잡한 사회기술 시스템을 다양한 해상도로 설명하는 방법으로 널리 사용되어 왔다. CSE에 대한 20년 이상의 경험이 광범위하게 설명되었다.

### 구성 관리
시스템 공학과 마찬가지로 국방 산업 및 항공우주 산업에서 실천되는 구성 관리는 광범위한 시스템 수준의 실천이다. 이 분야는 시스템 공학의 과제와 유사하다. 시스템 공학이 요구 사항 개발, 개발 항목에 대한 할당 및 검증을 다루는 반면, 구성 관리는 요구 사항 캡처, 개발 항목에 대한 추적성, 그리고 개발 항목이 시스템 공학 및 테스트 및 검증 공학이 객관적인 테스트를 통해 얻고 입증한 원하는 기능과 결과를 달성했는지 확인하는 감사를 다룬다.

### 제어 공학
거의 모든 산업에서 광범위하게 사용되는 제어공학과 그 제어 시스템의 설계 및 구현은 시스템 공학의 큰 하위 분야이다. 자동차의 크루즈 컨트롤과 탄도 미사일의 유도 시스템이 두 가지 예이다. 제어 시스템 이론은 해법 공간 연구 및 제어 프로세스 분석을 위한 새로운 방법 개발을 포함하는 응용 수학의 활발한 분야이다.

### 산업 공학
산업공학은 사람, 돈, 지식, 정보, 장비, 에너지, 재료 및 프로세스의 통합 시스템을 개발, 개선, 구현 및 평가하는 것과 관련된 공학 분야이다. 산업 공학은 공학 분석 및 합성의 원리와 방법, 그리고 수학, 물리, 사회 과학뿐만 아니라 공학 분석 및 설계 원리와 방법을 활용하여 그러한 시스템에서 얻은 결과를 명세하고 예측하고 평가한다.

### 생산 시스템 공학
생산 시스템 공학(PSE)은 생산 시스템의 근본 원리를 밝히고 이를 분석, 지속적 개선 및 설계에 활용하기 위한 새로운 공학 분야이다.

### 인터페이스 설계
인터페이스 설계와 그 사양은 시스템의 각 부분이 시스템의 다른 부분 및 필요에 따라 외부 시스템과 연결되고 상호 운용되도록 보장하는 것과 관련된다. 인터페이스 설계는 또한 시스템 인터페이스가 예약된 전선, 플러그 공간, 명령 코드 및 통신 프로토콜의 비트를 포함한 기계적, 전기적 및 논리적 인터페이스를 포함한 새로운 기능을 수용할 수 있도록 보장하는 것을 포함한다. 이를 확장성이라고 한다. 인간-컴퓨터 상호작용 (HCI) 또는 인간-기계 인터페이스 (HMI)는 인터페이스 설계의 또 다른 측면이며 현대 시스템 공학의 중요한 측면이다. 시스템 공학 원칙은 근거리 통신망 및 광역 통신망의 통신 프로토콜 설계에 적용된다.

### 메카트로닉스 공학
기전공학은 시스템 공학과 마찬가지로 동적 시스템 모델링을 사용하여 유형의 구성을 표현하는 다학제 공학 분야이다. 그런 면에서 시스템 공학과 거의 구별할 수 없지만, 기전공학을 차별화하는 것은 더 큰 일반화와 관계보다는 작은 세부 사항에 초점을 맞춘다는 점이다. 따라서 두 분야는 실천 방법론보다는 프로젝트의 범위에 따라 구별된다.

### 운용 과학
운용과학은 시스템 공학을 지원한다. 간단히 말해, 운용 과학은 여러 제약 조건 하에서 프로세스의 최적화와 관련된다.

### 성능 공학
성능 공학은 시스템이 수명 주기 전반에 걸쳐 성능에 대한 고객 기대치를 충족하는지 확인하는 분야이다. 성능은 일반적으로 특정 작업이 실행되는 속도 또는 단위 시간당 여러 작업을 실행하는 능력으로 정의된다. 성능은 실행 대기 중인 작업이 제한된 시스템 용량으로 인해 조절될 때 저하될 수 있다. 예를 들어, 패킷 교환망의 성능은 종단 간 패킷 전송 지연 또는 시간당 전환되는 패킷 수로 특징지어진다. 고성능 시스템 설계는 분석 또는 시뮬레이션 모델링을 사용하며, 고성능 구현의 전달은 철저한 성능 테스트를 포함한다. 성능 공학은 도구 및 프로세스에 통계학, 대기행렬이론, 확률론에 크게 의존한다.

### 프로그램 관리 및 프로젝트 관리
프로그램 관리 (또는 프로젝트 관리)는 시스템 공학과 많은 유사점을 가지고 있지만, 시스템 공학의 공학적 기원보다 더 광범위한 기원을 가지고 있다. 프로젝트 관리는 또한 프로그램 관리 및 시스템 공학 모두와 밀접하게 관련되어 있다. 둘 다 관리 프로세스에서 학제간 문제를 평가하기 위한 공학 지원 도구로서 일정 관리를 포함한다. 특히, 자원, 성능 기능 및 위험과 작업 기간 또는 작업 간의 의존성 링크 및 시스템 수명 주기 전반의 영향 간의 직접적인 관계는 시스템 공학의 관심사이다.

### 제안 공학
제안 공학은 비용 효율적인 제안 개발 시스템을 설계, 구축 및 운영하기 위해 과학적 및 수학적 원리를 적용하는 것이다. 기본적으로, 제안 공학은 비용 효율적인 제안을 만들고 성공적인 제안의 가능성을 높이기 위해 "시스템 공학 프로세스"를 사용한다.

### 신뢰성 공학
신뢰성 공학은 시스템이 수명 주기 전반에 걸쳐 신뢰성에 대한 고객 기대치를 충족하는지 (즉, 예상보다 자주 실패하지 않는지) 보장하는 분야이다. 실패 예측과 더불어 실패 방지에도 많은 관심을 기울인다. 신뢰성 공학은 시스템의 모든 측면에 적용된다. 유지보수성, 가용성 (일부에서는 신뢰도 또는 RAMS를 선호), 종합 군수 지원과 밀접하게 관련되어 있다. 신뢰성 공학은 고장 모드 및 영향 분석 (FMEA) 및 위험 결함 트리 분석과 같이 안전공학의 항상 중요한 구성 요소이며, 보안 공학의 중요한 구성 요소이기도 하다.

### 위험 관리
위험관리, 즉 위험성을 평가하고 다루는 관행은 시스템 공학의 학제간 부분 중 하나이다. 개발, 인수 또는 운영 활동에서 비용, 일정 및 성능 기능과의 트레이드오프에 위험을 포함하는 것은 도메인 및 시스템 수명 주기 전반에 걸친 추적성 및 평가의 반복적인 복잡한 구성 관리를 포함하며, 이는 시스템 공학의 학제간 기술적 접근 방식이 필요하다. 시스템 공학은 위험관리가 위험 관리를 위한 구조화된 프로세스를 정의, 조정, 구현 및 모니터링하도록 하여 전체 노력에 통합된다.

### 안전 공학
안전공학의 기술은 비전문가 엔지니어에 의해 복잡한 시스템을 설계할 때 안전에 중요한 오류 발생 확률을 최소화하기 위해 적용될 수 있다. "시스템 안전 공학" 기능은 새로운 설계에서 "안전 위험"을 식별하는 데 도움을 주며, 시스템에서 설계상 제거할 수 없는 (잠재적으로) 위험한 조건의 영향을 "완화"하는 기술을 지원할 수 있다.

### 보안 공학
보안 공학은 제어 시스템 설계, 신뢰성, 안전성, 시스템 공학을 위한 실천 공동체를 통합하는 학제간 연구 분야로 볼 수 있다. 시스템 사용자, 시스템 대상 및 기타: 사람, 개체, 프로세스의 인증과 같은 하위 전문 분야를 포함할 수 있다.

### 소프트웨어 공학
초기부터 소프트웨어 공학은 현대 시스템 공학 실무를 형성하는 데 도움을 주었다. 대규모 소프트웨어 집약 시스템의 복잡성을 다루는 데 사용되는 기술은 시스템 공학의 도구, 방법 및 프로세스를 형성하고 재형성하는 데 큰 영향을 미쳤다.

## 같이 보기
- 제어공학